# Stuart Freedman
Stuart Jay Freedman (Hollywood, 13 gennaio 1944 – Santa Fe, 10 novembre 2012) è stato un fisico statunitense conosciuto per aver effettuato il primo esperimento sulle disuguaglianze di Bell con John Clauser.
Si laurerò sotto Eugene Commins. Ha anche ricevuto il premio Tom W. Bonner nel 2007 in Fisica Nucleare.

## La verifica del teorema di Bell
Nel 1972 grazie all'iniziativa di John Clauser approntò un esperimento atto a verificare la disuguaglianza di Bell. Riscaldando degli atomi di calcio fino ad ottenere un incremento energetico sufficiente affinché un elettrone saltasse ad un livello energetico più elevato, attesero l’istante in cui il ritorno allo stato energetico iniziale producesse una coppia di fotoni entangled: uno verde e uno blu. I rivelatori furono inizialmente posti a 22,5° tra loro per poi essere posti a 67,5°. Effettuando una serie di misure per circa 200 ore ottennero la conferma della violazione del teorema di Bell.